# Crank It Up
"Crank It Up" (рус. Давай тусовать) – это песня Эшли Тисдейл с её второго студийного альбома Guilty Pleasure. Песня была выпущена вторым синглом с альбома 9 октября 2009 года во Франции и в остальной Европе 17 октября 2009.. У сингла не было официального релиза в США и Канаде.

## Информация о песне
Песня включена как бонус трек в стандартный выпуск "Guilty Pleasure". Сингл был выпущен 16 октября 2009 года в Германии 17 октября 2009 в остальной Европе. В песне присутствует рэп-вокал Дэвида Джэсси. Digital Spy сказал, что песня «бесстыдно содрана с робопоп саунда Бритни, прямо-таки подражающему вокалу Спирс». Песня включена в германский сборник Popstar Hits, и она исполнила песню на различных шоу вживую таких как Стань звездой.

## Клип
Режиссёром клипа стал Скотт Спир, он был снят 28 сентября 2009 Лос-Анджелесе, Калифорния, США. В нём Тисдейл показана в чёрной одежде с черными крыльями на спине в комнате. До того, как она начинает петь, движется метроном в такт песне и крутится пластинка, дальше показано, что она одета в то же чёрное, проходит по коридору и поет. Где-то на втором куплете она одета в бледно-жёлтое платье, и уже стоит возле стены. Потом на втором припеве она на вечеринке поет и танцует рядом с парнем. Ближе к концу песни она в своем бледно-жёлтом платье стоит возле стола с людьми, сидящими на нём. В эпизодах снялись Джастин Бэлдони и Уэсли Квинн. Видео вышло в свет на VIVA Germany 5 октября 2009 и на Myspace 6 октября 2009. E! Entertainment сказал, что «Тисдейл хочет танцевать, и не только для любой зрительской аудитории, по-диснеевски, но и в клипе. Мы видим, как она делает несколько сексуальных танцевальных движений, соблазнительный взгляд и различные жесты руками, проводя по волосам после просмотра. К счастью, вся эта подготовка в конце окупается, и она наконец танцует на танцплощадке».
Клип посмотрели более 6.5 миллионов раз на официально странице YouTube Эшли Тисдейл.

## Список композиций
| CD Макси Сингл 1. "Crank It Up" (Версия сингла) — 3:01 2. "Time's Up" (Неальбомный трек) — 3:25 3. "Blame It On The Beat" ( Неальбомный трек) — 3:28 | Международный Цифровой Сингл 1. "Crank It Up" (Версия сингла) — 3:01 2. "Time's Up" ( Неальбомный трек) — 3:28 |

## Появление в чарте
Песня держалась в австрийском чарте 5 недель подряд, а германском 9 недель подряд в начале 4 января 2010.
| Чарт (2009)               | Наивысшая позиция |
| ------------------------- | ----------------- |
| Ö3 Austria Top 40         | 22                |
| Eurochart Hot 100 Singles | 66                |
| Media Control AG          | 19                |

## Авторы и технический состав
| Авторы песни - Вокал – Эшли Тисдейл - Продюсеры –Twin и Alke - Писатель (и) – Никлас Молиндер, Йоаким Перссен, Джоан Алкенас, Дэвид Джэсси - Припев – Дэвид Джэсси - Бэк-вокал – Фрея Йонссон-Бломберг - Записывающий инженер – Брайан Саммер - Звукооператор – Джонни "Most" Дэвис - Гитарист (ы) – Йоаким Перссен и Джоан Алкенас | Авторы CD-сингла - Исполнительные продюсеры – Лори Фельдман, Том Уолли - Отдел по поиску новых артистов – Томми Пейдж - Арт-директор – Джулиан Пеплоу - Менеджмент – Билл Перлман - Фотография – Роберто Д'Эсте |

## Подробности релиза
| Регион    | Дата            | Лейбл                | Формат                | Каталог    |
| --------- | --------------- | -------------------- | --------------------- | ---------- |
| Франция   | 9 октября 2009  | Warner Bros. Records | EP                    | 9362497825 |
| Чили      | 9 октября 2009  | Warner Bros. Records | Цифровая дистрибуция  | 47263-6    |
| Финляндия | 12 октября 2009 | Warner Bros. Records | Цифровая дистрибуция  |            |
| Германия  | 16 октября 2009 | Warner Bros. Records | Цифровая загрузка, CD | 9362497825 |
| Европа    | 17 октября 2009 | Warner Bros. Records | Цифровая загрузка, CD | 9362497825 |
| Аргентина | 26 октября 2009 | Warner Bros. Records | Цифровая загрузка     |            |